# Atholus atricolor
Atholus atricolor är en skalbaggsart som beskrevs av Lewis 1907. Atholus atricolor ingår i släktet Atholus och familjen stumpbaggar. Inga underarter finns listade i Catalogue of Life.